# Павле Чемерикић
Павле Чемерикић (Приштина, 1998) српски је глумац. 

## Биографија
Из родне Приштине се преселио у Београд, где је ишао у Француску школу и  Дадов. Прву улогу имао је у серији „Равна гора”. Играо је  у дебитантском филму Вука Ршумовића "Ничије дете".
Уследиле су британско-француска крими-серија Последњи пантери , популарна ратна драма  Вере и завере, филмови "Бела врана"  и  Шавови . За улогу Фарука у филму  Табија  (2021) два пута је био у конкуренцији за најбољег глумца на фестивалима у Канади. 

## Филмографија
| Год.  | Назив                 | Улога                     | Напомена    |
| ----- | --------------------- | ------------------------- | ----------- |
| 2014. | Равна гора            | Ђорђе Таралић             | ТВ серија   |
| 2014. | Сторжина              | Мирко                     |             |
| 2014. | Ничије дете           | Жика                      |             |
| 2015. | За краља и отаджбину  | Ђорђе Таралић             |             |
| 2015. | Последњи пантери      | млади Златко              | ТВ серија   |
| 2016. | Вере и завере         | Дитрих Лебенсхајм         | ТВ серија   |
| 2017. | Агапе (2017)          | Габријел                  |             |
| 2018. | Бела врана (2018)     | Жан-Пјер Бонфу            |             |
| 2018. | Терет                 | стопер Паја               |             |
| 2019. | Шавови                | Марко                     |             |
| 2019. |                       | Страхиња Росић            | Кратки филм |
| 2019. |                       | Павле                     | Кратки филм |
| 2020. | Луди (2020)           | Бата                      | Кратки филм |
| 2020. | Матура (2020)         | Огњен                     | Кратки филм |
| 2021. | Реконструкција (2021) | Павле                     | ТВ драма    |
| 2021. | Табија                | Фарук                     |             |
| 2021. | Време зла             | Владимир Драговић         | ТВ серија   |
| 2021. | Грозна деца (2021)    | Заки                      |             |
| 2022. | Кротки (2022)         | Чубрило Чупић             |             |
| 2022. | Траг дивљачи          | Пеђа                      | ТВ серија   |
| 2023. | Овуда ће проћи пут    | Берберинов син            |             |
| 2023. | Lost Country (2023)   | Мики                      |             |
| 2023. | Сунце мамино          | Реља Новески              |             |
| 2023. | Друг Марко            | млади Александар Ранковић | ТВ серија   |
| 2024. | 78 дана               | Младен                    |             |
| 2024. | Јорговани             | Сценариста                |             |
| 2024. | Време смрти           | Станислав Винавер         | ТВ серија   |
| 2024. | Мајка Мара            | Немања                    |             |